# Stenandrium warneckei
Stenandrium warneckei là một loài thực vật có hoa trong họ Ô rô. Loài này được (S. Moore) Vollesen miêu tả khoa học đầu tiên năm 1992.